# Jakob Lange (politiker)
 Der er flere personer med dette navn, se Jakob Lange.
Jakob Lange (født 21. februar 1946) leder af Den Koordinerede Tilmelding, tidligere studiechef ved Københavns Universitet samt tidligere medlem af Folketinget og Københavns Borgerrepræsentation for Socialistisk Folkeparti.
Lange, der er søn af politikeren Morten Lange, blev student fra Holte Gymnasium i 1966, og i 1972 blev han cand.phil. i samfundsfag fra Københavns Universitet.
Han blev adjunkt og studievejleder ved Institut for Samfundsfag samme sted i 1972, og avancerede i 1978 til kontorchef. Siden 1979 har han tillige været leder af Den Koordinerede Tilmelding. Siden 1989 har han desuden redigeret en ugentlig brevkasse om uddannelse i Politiken. Jakob Lange var 1994-2008 Københavns Universitets studiechef.
I gymnasietiden var han aktiv i elevbevægelsen som formand for elevrådet på Holte Gymnasium og medstifter af Danske Gymnasieelevers Sammenslutning. Han var 1966-1967 formand for Venstreorienterede Gymnasiaster, og var i 1967 med til at stifte Socialistisk Folkepartis Ungdom. I 1974 blev han medlem af Folketinget og Københavns Borgerrepræsentation for Socialistisk Folkeparti. Her sad han til 1978 og var partiets gruppeformand i Borgerrepræsentationen. En overgang var han desuden formand for Socialistik Folkeparti i København. Fra 1979 til 1989 var han formand for Magistrenes A-kasse. 